# جمان جبران
جمان جبران (مواليد 1993) عداءة ولاعبة ألعاب قوى فلسطينية من مدينة الناصرة. بدأت مسيرتها الرياضية في عام 2005، واحترفت ألعاب القوى.

## حياتها
انتقلت جمان للدراسة ببئر السبع حيث كانت تدرس علم الأحياء الحاسوبي في جامعة بن جوريون.
في 2014، انضمت إلى فريق «اتجاهات» بإشراف مدرب ألعاب القوى «باروخ شافيرا» في بئر السبع.

## بدايتها مع فريق إخاء الناصرة
بدأت جمان احتراف الرياضة في جيل ال 12عام، وأول من اكتشف هذه الموهبة هو والدها المربي ومعلم الرياضة شيبوب جبران، وقام بتسجيلها للالتحاق في فريق إخاء الناصرة.
فازت ببطولة إسرائيل لجيل 12 سنة في سباق الركض ل- 600 متر، واستمرت بالمشاركة في العديد من المسابقات منذ ذلك الوقت.

## سباقات شاركت بها
أول سباق لها كان بالاشتراك في سباق الركض ل- 600 متر لجيل 12 سنة.
شاركت في بطولة «همكابياه» في عام 2013 وحازت على الميدالية البرونزية للقفز الطويل.
فازت بميدالية ذهبية في بطولة إسرائيل في السباعي في عام 2016.

## تعرضها للعنصرية ومواقفها السياسية
أثناء سفرها مع منتخب إسرائيل لألعاب القوى، تعرضت إلى الإهانة في مطار بن غوريون، وعلى خلاف أعضاء المنتخب، تم استوقافها للتحقيق لكونها عربية.
وعند سؤال جمان جبران حول كونها العربية التي تشارك في بطولة معدة لليهود تدعى المكابياه فكان ردها أنها بعيدة كل البعد عن السياسة، وأنها تشارك في المسابقات فقط لممارسة الرياضة، كما ترى بمشاركتها هذه فرصة تستغلها من أجل إثبات وجودها كمواطنة في أقلية، فعندما عرض عليها الانضمام إلى صفوف المنتخب الإسرائيلي لألعاب القوى لم تتردد بالموافقة وذلك من منطلق واحد ووحيد انه عليها اثبات وجودها بالبلاد.